# Automath
Automath was een formele taal die vanaf 1967 door Nicolaas Govert de Bruijn werd ontwikkeld, die bedoeld was wiskundige theorieën zodanig uit te drukken dat de bijbehorende automatische bewijschecker de juistheid ervan kon verifiëren. Het Automath-systeem bevatte vele nieuwe ideeën die later werden overgenomen of opnieuw werden uitgevonden in gebieden als de getypeerde lambda-calculus en de expliciete substitutie. Afhankelijke typen zijn daarvan een voorbeeld. Automath was het eerste praktische systeem dat gebruikmaakte van de Curry-Howard-correspondentie.
Proposities werden weergegeven als verzamelingen van hun bewijzen, in Automath "categorieën" genoemd. De vraag of een propositie bewijsbaarheid was, werd een kwestie van het niet-leegzijn van de verzameling; de Bruijn was niet op de hoogte van Howards werk en stelde deze correspondentie onafhankelijk van hem op.
Aangezien Automath op dat moment nooit echt duidelijk in de publiciteit kwam, werd het niet breed toegepast; het bleek echter zeer invloedrijk in de latere ontwikkeling van logische raamwerken en bewijsassistenten.